# Ivan Ljavinec
Ivan Ljavinec (18. dubna 1923 Volovec – 9. prosince 2012 Žernůvka) byl čelný představitel české řeckokatolické církve a skryté církve. Od roku 1969 byl v Praze farářem obnovené řeckokatolické církve, s dnem osamostatnění České republiky se stal biskupským vikářem nově zřízeného řeckokatolického vikariátu. Po zřízení českého apoštolského exarchátu řeckokatolické církve 13. března 1996 se stal jeho prvním exarchou a titulárním biskupem akalissenským. Exarchát zahrnuje 25 farností a 35 kněží.
Jeho nástupcem je od roku 2003 Ladislav Hučko, Ivan Ljavinec byl emeritním exarchou.

## Životopis

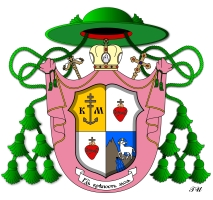
Znak biskupa Ivana Ljavince

Narodil se ve Volovci na Podkarpatské Rusi. Jeho otec byl učitel, v rodině bylo 9 dětí. Ljavinec maturoval na ruském gymnáziu v Mukačevě. Teologii studoval v Užhorodě a ve Vídni, na kněze byl vysvěcen 28. července 1946 prešovským řeckokatolickým biskupem Pavolem Gojdičem.
Protože se po druhé světové válce nemohl vrátit na Podkarpatskou Rus, zůstal v Prešově. Stal se sekretářem biskupa Gojdiče. Jako redaktor působil v časopisech Blahovistnik a Zorja. V září 1949 byl jmenován spirituálem prešovského kněžského semináře.
Po násilné likvidaci řeckokatolické církve v Československu komunistickým režimem v roce 1950 a po uvěznění biskupa Gojdiče internovaný světící biskup prešovský Vasiľ Hopko jmenoval Ljavince k tajnému působení generálním vikářem s mimořádnými pravomocemi. V roce 1955 byl Ljavinec zatčen a roku 1956 spolu s dalšími 16 obžalovanými odsouzen, a to ke 4 rokům vězení. Protože dostal též zákaz pobytu v košickém a prešovském kraji, po propuštění pracoval v Praze v dělnických profesích, například jako popelář, topič, průvodčí. Přitom pokračoval ve svém poslání od řeckokatolické církve. Byl blízký spolupracovník Felixe Davídka, z jehož rukou přijal 24. 3. 1968 biskupskou konsekraci. S pražským arcibiskupem Tomáškem organizoval v roce 1968 celostátní petiční akci na obnovu činnosti řeckokatolické církve, petice byla úspěšná.
V dubnu 1969 byl jmenován farářem řeckokatolické farnosti u sv. Klimenta v Praze (jeho předchůdcem od obnovení farnosti v roce 1968 byl Emanuel Hlaváč). Po ustanovení českého řeckokatolického vikariátu se stal biskupským vikářem, po ustanovení českého apoštolského exarchátu se stal prvním apoštolským exarchou řeckokatolické církve v České republice. A byl sub conditione znovu konsekrován biskupským svěcením 30. března 1996 v Římě v bazilice svatého Klimenta.